# Kaarlo Väinö Valve
Kaarlo Väinö Valve, (Tiitinen fram till 1888 och Vesala (Wesala) från 1919), född 4 september 1885 i Muldia, död 10 december 1963 i Esbo, var en finländsk sångtextförfattare, författare, kompositör, journalist och uppfinnare. Valve brukade använda pseudonymen V. Arti.

## Biografi
Valves föräldrar var folkskolläraren Kaarlo Vesala och dennes hustru lärarinnan Karoliina Eriikka. Valve tog examen från lyceet i Björneborg 1905 och kompletterade studierna i Helsingfors och Sankt Petersburg. Valve arbetade som journalist, bland annat för musiktidningen Säveletär, och skrev vid sidan om detta en rad romaner samt översatte verk av kända författare, däribland Johann Wolfgang von Goethe. Valve författare 60 sånger, vilka framförts av bland andra Eero Väre, Iivari Kainulainen, Reino Taipale, Vilho Kekkonen, Ragni Malmstén, Henry Theel och Wäinö Sola. Som uppfinnare lyckades Valve ta patent på två produkter.

## Verk
- Omaan kotiin: opas naimisiin aikoville naisille, 1926
- Kotkanlento: viisilauluinen runoelma, 1927
- Menestyksen tie, 1927
- Valloittamisen taito: kirja naisille, 1927
- Mereen pudonnut tähti: seikkailukertomus, 1929
- Runoanalyysin opas, 1930
- kevät: nuorekkaita piirteitä kirjallisuudessa, 1930
- Runoanalyysi ja runotekniikka, 1932
- Kaikkien laulukirja osa 1: 50 suosittua laulua vaihtoehtoisesti 1-, 2-, 3- tai 4-äänisille seka-, nais- tai mieskuoroille sekä erilaisille säestyksille sovittanut V. Arti, 1934
- Lauluja lottain rintamalta, kirjoittanut ja säveltänyt V. Arti, 1940
- Sotilaslauluja yhdelle tai kahdelle mies- tai sekaäänelle, kirjoittanut ja säveltänyt V. Arti, 1940
- Sotilasaiheisia kuvaelmia, 1941
- Etelämeren salaisuus: seikkailuja salaperäisessä saaressa, 1945
- Tunnetko minua?: kuinka kutakin on käsiteltävä, 1945
- Kuunfilmaaja ja muita kertomuksia, 1948
- Pikku Eskon lentoretki, 1952